# Saltsjöbadens båtvarv

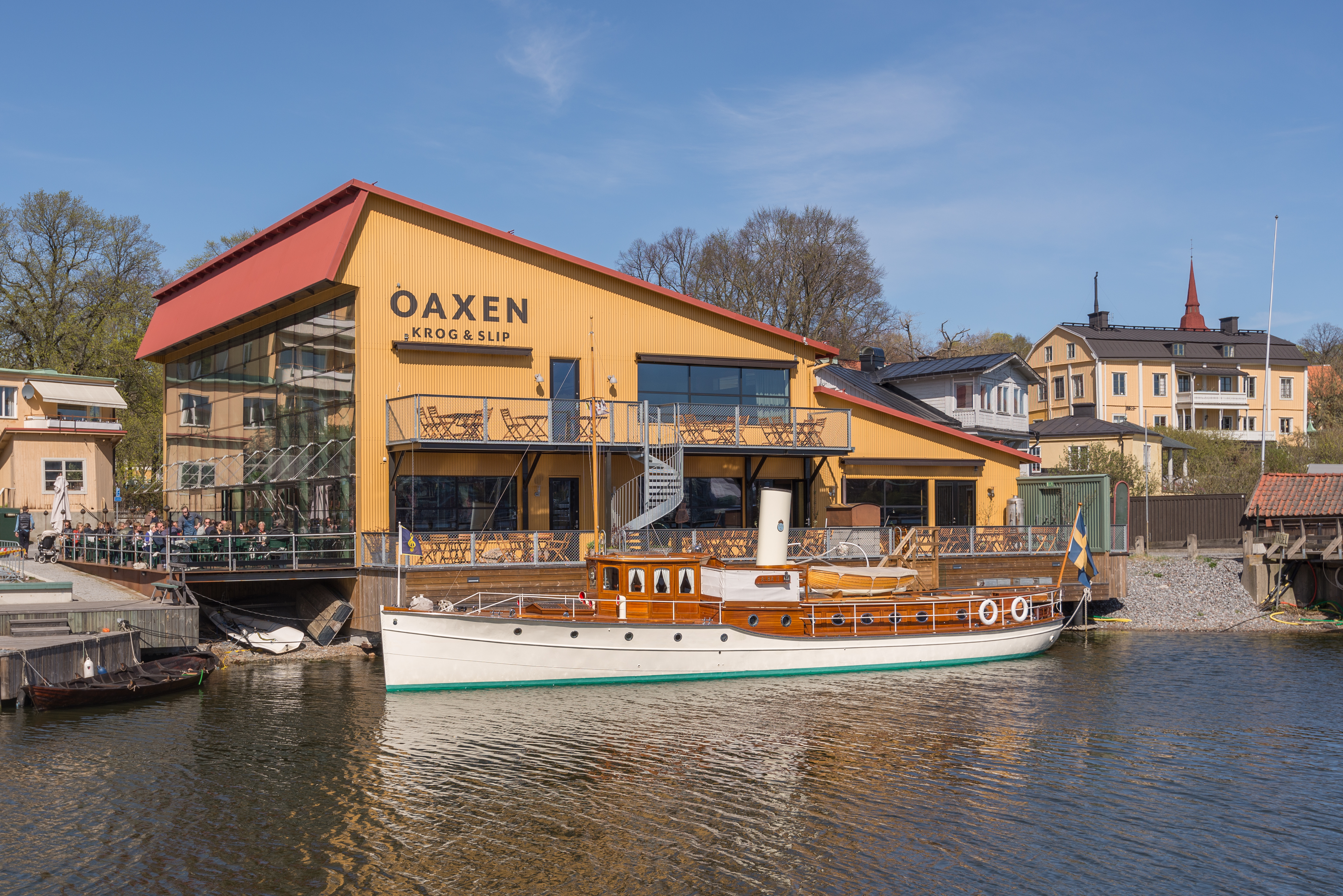
M/Y Alba II från 1912, på Djurgården i Stockholm

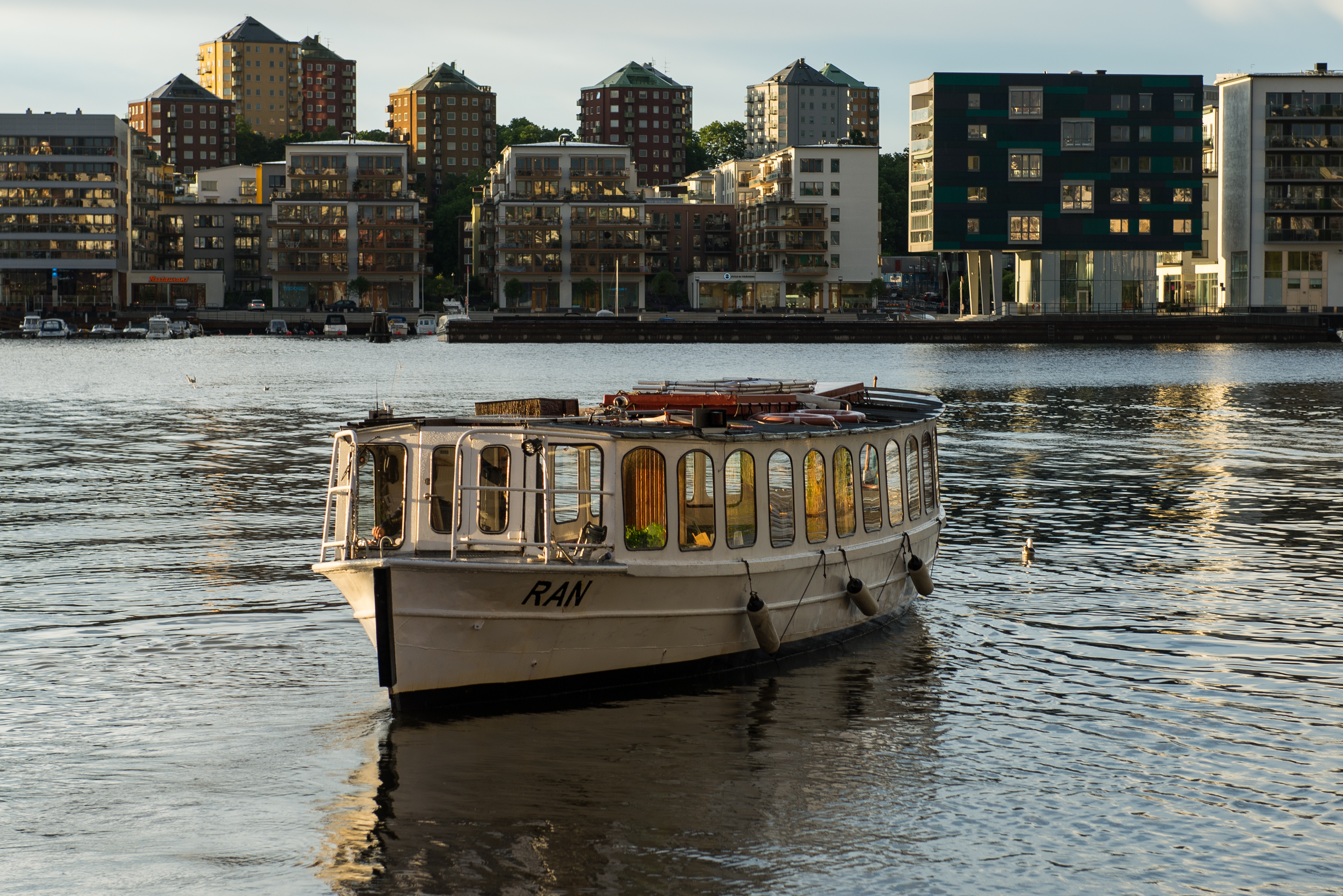
M/S Ran från 1913, vid Hammarby sjöstad i Stockholm

Saltsjöbadens båtvarv, senare AB Saltsjöbadens Yachtvarv, var ett småbåtsvarv, som anlades 1906 av Hugo Schubert vid Svartviken i Saltsjöbaden.
Hugo Schubert lät bygga upp varvet på sin egen tomt. Arbetet tog nästan ett år. 
År 1924 upphörde Hugo Schubert med att driva varvet i egen regi, och varvet arrenderades ut. Det övertogs 1931 av Anton Rosell (född 1887), som tidigare drivit Tynningö Båtvarv. Det inriktades på reparationer och vinterförvaring av båtar, och har därefter ägts av medlemmar av familjen Rosell.

## Byggda fartyg i urval
- 1910 M/Y Scania, numera Maroguna, den enda Schubertkryssaren i trä (furu)
- 1912 M/Y Tosca, numera M/Y Alba II, som var den första byggda båten på varvet, i en serie på tio Schubertkryssare
- 1913 M/S Ran
- 1914 M/Y Inge, numera M/Y C M Bellman
- 1914 M/Y Tärnan, numera Capella
- 1916 M/Y Atala
- 1918 M/Y Sessan, idag Butterfly